# 祁贡哥星吉
祁贡哥星吉（14世纪？—1392年），元末明初西宁（今青海省西宁市）人，西祁土司始祖。
元朝末年祁贡哥星吉任甘肃等处行中书省理问所官，封金紫万户侯。明太祖洪武元年（1368年），率部归附明朝，随韦正军前效力。明太祖授以副千户世职。洪武二十四年（1391年）与朵尔只失结于西宁一带招抚蒙藏各部族首领。曾辖有“土舍”“土民”千余户，男女六千余人。洪武二十五年（1392年），追剿西畲亦林真卉，阵亡。子孙以祁为姓，孙祁贤任世袭指挥使，世居西宁南川，称西祁土司。本为蒙古族，其后世逐渐融合于土族中。祁贡哥星吉是土族第一代西祁土司，传十九世。1930年改土归流。